# Sertularella distans
Sertularella distans is een hydroïdpoliep uit de familie Sertulariidae. De poliep komt uit het geslacht Sertularella. Sertularella distans werd in 1816 voor het eerst wetenschappelijk beschreven door Lamouroux. 